# Città Rurale di Swan Hill
La Città rurale di Swan Hill è una Local Government Area che si trova nello Stato di Victoria. Essa si estende su una superficie di 6.103 chilometri quadrati e ha una popolazione di 20.449 abitanti. La sede del consiglio si trova a Swan Hill.